# Estepicursor

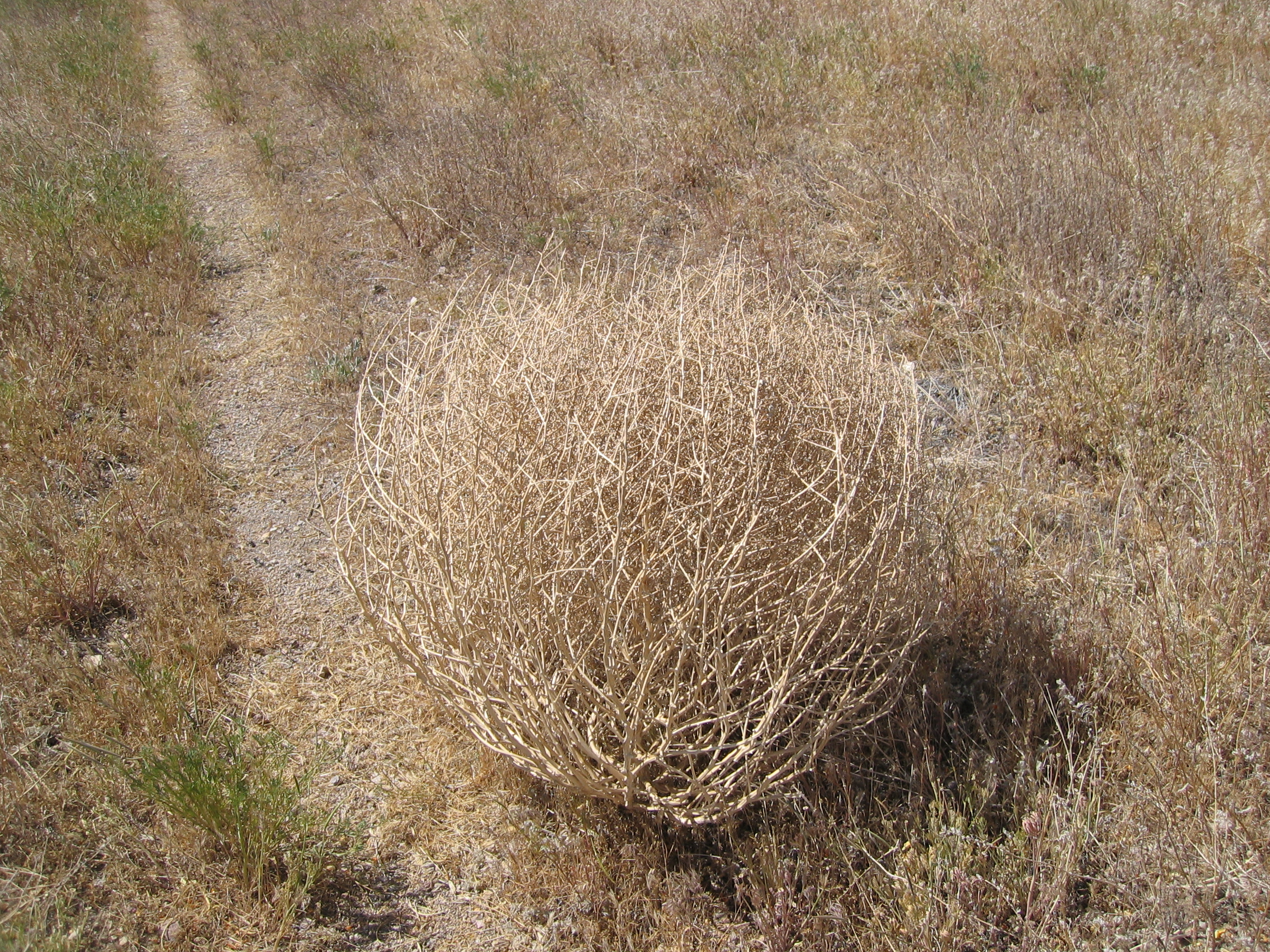
Salsola tragus

Estepicursors, en botànica, són unes espècies de plantes que viuen en zones estepàries o terrenys erms improductius. Una vegada han fructificat el vent les arrenca de terra i les transporta d'un lloc a un altre, rodant o arrossegant-les, de manera que les seves llavors s'alliberen i es dispersen. Normalment un estepicursor és la planta sencera sense les arrels però en unes poques espècies pot ser només la inflorescència.
Als Països Catalans aquest comportament estepicursor el tenen la barrella llisa (Salsola kali) i el panical (Eryngium campestre).
És una modalitat d'anemocòria, o dispersió pel vent però que incorpora també elements de la planta sense funció germinativa.

## Plantes que formen estepicursors
Encara que el nombre d'espècies de plantes que formen estepicursors sigui petit un nombre d'aquestes plantes són males herbes comunes.
Encara que siguin originàries d'Euràsia, algunes espècies anuals de Salsola (família Amarantàcia) que formen estepicursors han passat a ser tan comunes a Amèrica del Nord que són un símbol de desolació de les pel·lícules de l'oest americà. Salsola pestifera és una espècie naturalitzada a grans zones d'Amèrica del Nord Salsola kali, sinònim Salsola tragus, sembla que va arribar a Amèrica (Dakota del Sud) per la importació de llavors de lli.

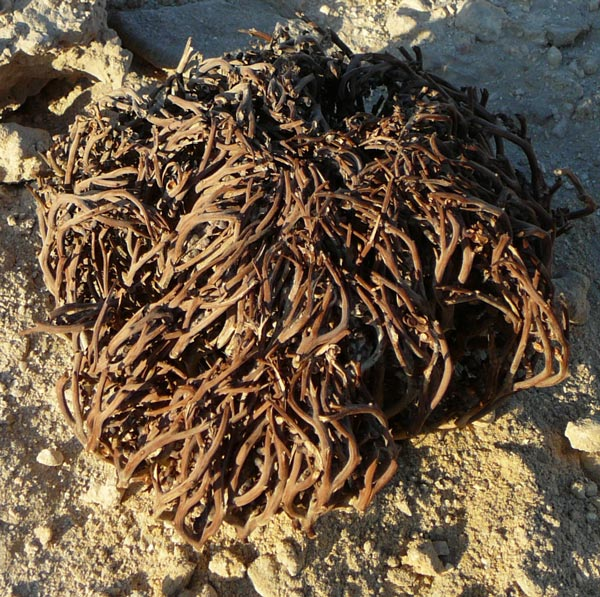
Anastatica, un estepicursor nord-africà

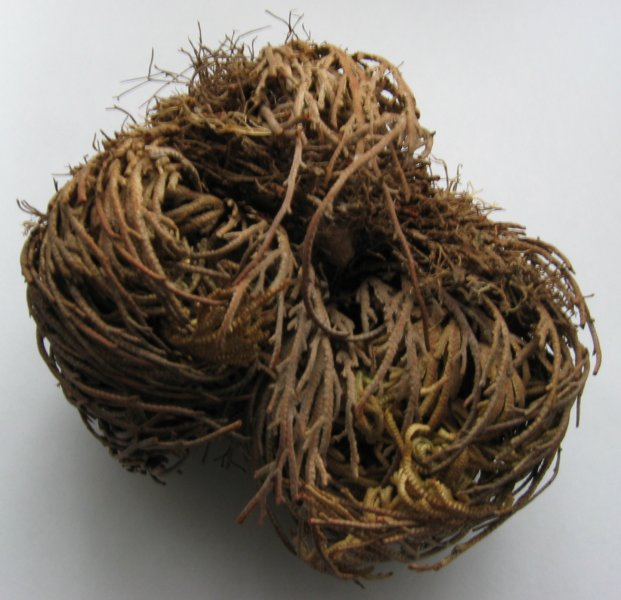
Selaginella lepidophylla, un estepicursor del desert de Nord-amèrica

Altres membres de la família amarantàcia que formen estepicursors són Amaranthus albus, originari d'Amèrica central però introduït a Europa, Àsia i Austràlia; Amaranthus graecizans naturalitzat a Amèrica del Nord des d'Àfrica; Amaranthus retroflexus; Corispermum hyssopifolium; Kochia; i Cycloloma atriplicifolium, que és anomenat l'estepicursor de les planes.
Atriplex rosea també és un estepicursor de la família quenopodiàcia.
Dins la família asteràcia, Centaurea diffusa forma estepicursors. És originària d'Euràsia i està naturalitzada a gran part d'Amèrica del Nord.
En la família fabàcia, formen estepicursors algunes espècies del gènere Psoralea, i la Baptisia tinctoria.
En les plantaginàcies, Plantago cretica.
En les solanàcies, Solanum rostratum.
Dins les brassicàcies, Sisymbrium altissimum, Crambe maritima, Lepidium, i Anastatica formen esepicursors.
Selaginella lepidophylla és un licopodi que forma una bola quan està sec.
La planta de jardí Gypsophila paniculata, de la família cariofil·làcia forma estepicursors amb la seva inflorescència.
La planta Panicum effusum, en condicions seques, també pot tenir un comportament estepicursor.

## Efectes mediambientals

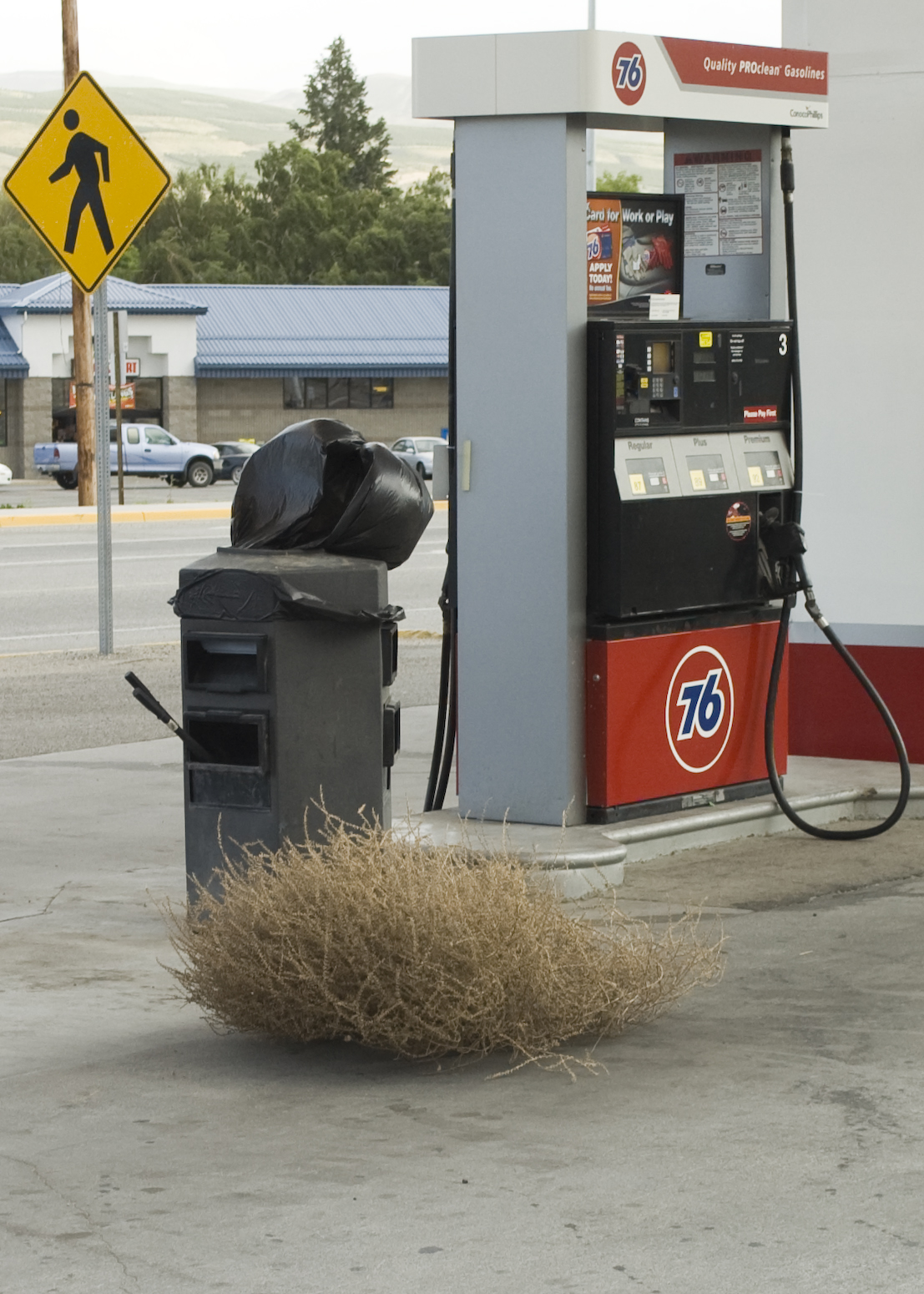
Un estepicursor a Chelan, Washington.

Els estepicursors tenen un efete significatiu en l'erosió del sòl pel vent en zones obertes, especialment en els secans. La quantitat d'aigua que prenen d'un guaret i el seu moviment danya el sòl.